# Richard Brauer
Richard Dagobert Brauer (Berlin-Charlottenburg, 10 februari 1901 - Belmont, Massachusetts, 17 april 1977) was een Duits-Amerikaanse wiskundige, die voornamelijk werkte op het gebied van de abstracte algebra. Ook leverde hij belangrijke bijdragen aan de getaltheorie en formuleerde hij de modulaire representatietheorie.
Verschillende stellingen dragen Brauers naam, daaronder de stelling van Brauer, die toepassingen heeft in de getaltheorie en de representatie van groepen, en haar corollarium, de daaruit volgende karakterisering van karakters, die centraal is voor de theorie van de groepsrepresentatie. Hij heeft ook geschreven over hypercomplexe getallen.